# Schloss Bellevue

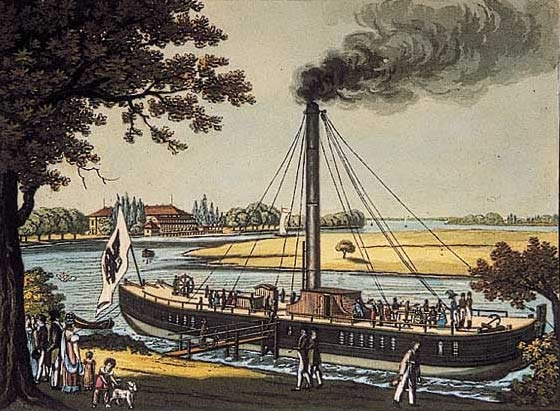
Prinzessin Charlotte von Preussen på Spree med Schloss Bellevue i bakgrunden, akvarellitogafi av Friedrich August Calau, 1818

Schloss Bellevue är ett slott i Tiergarten i centrala Berlin som är den tyska förbundspresidentens huvudresidens sedan 1994.
Det är beläget på Tiergartens västra kant direkt vid floden Spree i närheten av Siegessäule, Bundeskanzleramt, Riksdagshuset och Brandenburger Tor. 

## Arkitektur
Schloss Bellevue byggdes på uppdrag av prins August Ferdinand av Preussen, yngre bror till kung Fredrik II "den store", efter Michael Philipp Boumanns planer och stod klart 1786. Slottet består en huvuddel och två flyglar, till vänster Damenflügel och till höger Spreeflügel. Slottet har förändrats vid flera olika renoveringar genom åren.

## Användning
I april 1941 träffades slottet av brandbomber och blev efter krigsslutet till en början nödtorftigt reparerat. 1954 byggdes det åter upp och blev 1958 provisoriskt residens för Västtysklands förbundspresident. Från 1957 var Bellevue den tyska förbundspresidentens andra residens vid sidan av Villa Hammerschmidt, men Bellevue kom bara att användas vid enstaka tillfällen, till exempel för konserter. Mellan 1986 och 1987 renoverades slottet grundligt och återställdes till det ursprungliga skicket utifrån planer från tiden innan förstörelsen. Man valde dock att behålla två salonger från 1950-talet och Theodor Heuss tid som förbundspresident.
År 1994 förlade den dåvarande förbundspresidenten Richard von Weizsäcker huvudresidenset hit. 
Från 1996 till 1998 följde byggandet av Bundespräsidialamt (presidentkansliet) i anslutning till slottet efter ritningar av Martin Gruber och Helmut Kleine-Kraneburg. Roman Herzog är den enda förbundspresident som bott i slottet, men under hans tid i slottet 1996–1998 hade man stora tekniska problem rörande uppvärmning och elektricitet. Detta ledde till en sanering och att ny teknisk utrustning installerades 2004–2005. Under renoveringstiden var i stället Charlottenburgs slott förbundspresidentens residens. År 2006 började förbundspresidenten, nu Horst Köhler, att använda Bellevue som residens. 
Horst Köhler bodde liksom sin företrädare Johannes Rau inte på slottet, varför man byggde om bostadsdelen till kontor för presidenthustrun. Sedan 2004 är förbundspresidentens tjänstebostad istället Villa Wurmbach i Dahlem i sydvästra Berlin.

## Kommunikationer
I närheten ligger Bellevue station som trafikeras av Berlins pendeltåg (S-bahn).